# José Luis Henao Cadavid

Wappen von José Luis Henao Cadavid

José Luis Henao Cadavid (* 7. April 1954 in Andes, Departamento de Antioquia, Kolumbien) ist ein kolumbianischer Geistlicher und römisch-katholischer Bischof von Líbano-Honda.

## Leben
José Luis Henao Cadavid empfing am 15. Dezember 1979 das Sakrament der Priesterweihe für das Bistum Jericó.
Am 17. Oktober 2015 ernannte ihn Papst Franziskus zum Bischof von Líbano-Honda. Die Bischofsweihe spendete ihm der Apostolische Nuntius in Kolumbien, Erzbischof Ettore Balestrero, am 5. Dezember desselben Jahres. Mitkonsekratoren waren der Bischof von Jericó, Noel Antonio Londoño Buitrago CSsR, und der Erzbischof von Ibagué, Flavio Calle Zapata.